# 총공급
총공급(aggregate supply, AS)은 경제학에서 주어진 기간 동안에 국가경제에서 재화와 서비스에 대한 공급의 총합이다. 경제권 내에서 주어진 가격 수준에서 기업이 판매할 의향이 있고 판매할 수 있는 재화와 서비스의 총량이다. 이에 상응하는 것은 총수요이다.

## 데이터
영국에서는 총 공급 데이터가 국가통계청(Office for National Statistics)의 투입-산출 공급 및 사용 테이블에 게시된다.

## 같이 보기
- 총수요
- 집계의 문제
- 공급충격
- 경제적 균형
- 경제적 잉여
- 유효수요
- 초과수요
- 과잉공급
- 유도된 수요
- 재생산
- 희소성
- 수요와 공급
- 공급충격